# Гахокідзе Георгій Нугзарович
Георгій Нугзарович Гахокідзе (груз. გიორგი ნუგზარის ძე გახოკიძე; 5 листопада 1975, Тбілісі, Грузинська РСР, СРСР) — грузинський футболіст, по завершенні ігрової кар'єри став футбольним агентом.

## Кар'єра
Починав грати в «Металурзі» з Руставі. Був помічений селекціонерами «Динамо» з Тбілісі і запрошений на сезон. За основу так і не зіграв і по закінченні сезону пішов у «Колхеті-1913».
У 1997 році поїхав у Росію, де два сезони виступав за «Аланію».
У середині 1998 року був куплений нідерландським ПСВ, однак у команді так і не заграв. Сезон 1999/00 провів в оренді в «Маккабі» з міста Хайфа. Після повернення до Нідерландів як і раніше залишався поза основи і тільки у сезоні 2001/02 достатньо часто залучався до матчів першої команди .
Бажаючи отримувати більше ігрового часу, перейшов в «Твенте». У 2004 році очікувався його перехід в самарські «Крила Рад», але переговірникам не вдалося узгодити низку «технічних деталей». У підсумку, Гахокідзе поїхав в Україну, де недовго виступав за «Металург» з Донецька.
У 2005 році Гахокідзе знову повернувся в «Твенте», але через хронічну травму (м'язові болі в ногах) за 2 роки провів всього 19 ігор в чемпіонаті Нідерландів. 29 грудня 2006 року розірвав контракт і завершив професійну кар'єру.

## Після кар'єри
В подальшому став футбольним агентом.

## Досягнення
- Чемпіон Нідерландів: 2000/01, 2002/03
- Віце-чемпіон Нідерландів: 2001/02
- Віце-чемпіон Ізраїлю: 1999/00
- Віце-чемпіон Грузії: 1996/97